# Segunda batalla de Limán
La Segunda Batalla de Limán fue la segunda de un par de enfrentamientos militares durante la invasión rusa de Ucrania en 2022, como parte de la contraofensiva ucraniana de Járkov de la ofensiva más amplia del este de Ucrania. La segunda batalla comenzó el 10 de septiembre durante la contraofensiva de Ucrania y finalizó el 2 de octubre de 2022. Para el 30 de septiembre, las fuerzas ucranianas habían cercado la ciudad y cortado la única carretera que quedaba para abastecer a las fuerzas de ocupación. El 1 de octubre, las fuerzas ucranianas habían entrado en la ciudad ucraniana clave de Limán.

## Trasfondo
Un mes después de la invasión rusa de Ucrania el 24 de febrero de 2022, Rusia afirmó controlar el 93 % del Óblast de Lugansk, dejando a Severodonetsk y Lisichansk como reductos ucranianos de importancia estratégica en la zona. Los planes rusos para capturar Severodonetsk dependían de sus éxitos en las ciudades cercanas de Rubizhne al norte y Popasna al sur. Para el 6 de abril, las fuerzas rusas supuestamente habían capturado el 60% de Rubizhne, y proyectiles y cohetes caían en Severodonetsk a "intervalos regulares y sostenidos". Al día siguiente, las fuerzas ucranianas de la 128.a Brigada de Asalto de Montaña llevaron a cabo una ofensiva que, según los informes, alejó a las fuerzas rusas a entre 6 y 10 kilómetros de la otra ciudad cercana de Kreminná. Según los informes, las fuerzas rusas tomaron Rubizhne y la ciudad cercana de Voevodivka el 12 de mayo de 2022.
Al sur de Limán, la Batalla de los cruces del Donets ocurrió a mediados de mayo de 2022, con Ucrania repeliendo múltiples intentos rusos de cruzar el río. Las fuerzas rusas sufrieron entre 400 y 485 muertos y heridos durante los intentos.
Sin embargo, el 27 de mayo, el Ministerio de Defensa ucraniano afirmó que la batalla por el control de la ciudad aún estaba en curso, afirmando que sus fuerzas continuaban controlando los distritos del suroeste y el noreste, mientras que otros funcionarios ucranianos reconocieron que la mayor parte de Limán, incluido el centro de la ciudad, estaba bajo control ruso. Además, el Reino Unido también evaluó que la mayor parte de la ciudad había quedado bajo control ruso el 27 de mayo.

## Batalla
El 3 de septiembre, las fuerzas ucranianas cruzaron el río Síverski Donets y recuperaron Ozerne, el primer pueblo de ese lado del río que cae en manos de Ucrania desde junio. El 5 de septiembre, ingresaron al pueblo de Staryi Karavan, a solo 15 kilómetros de Limán.
En medio de la contraofensiva ucraniana de Járkov, cuando Ucrania retomó Kupiansk e Izium, Ucrania también afirmó que había llegado a las afueras del sur de Limán el 10 de septiembre.  El mismo día, se envió equipo militar a Limán y se libraron batallas en las afueras de la ciudad. Igor Girkin informó que el ejército ruso se había retirado y unidades de las fuerzas LPR y DPR estaban defendiendo áreas boscosas cerca de Limán. Las fuerzas ucranianas se estaban moviendo para rodear Limán desde el sur, este, oeste y noroeste, y luego al norte, mientras que las fuerzas rusas identificaron a los defensores rusos de Limán en los destacamentos BARS-13 y BARS-16 (el último de los cuales se conoce como el "Kuban"), que son formaciones de subbatallones que comprenden reservistas rusos de la Reserva del Ejército Especial de Combate de Rusia. El 30 de septiembre, el corresponsal de guerra ruso, Semen Pegov, informó que las fuerzas ucranianas habían cortado la última carretera hacia Limán, calificando la situación de "extremadamente difícil" para los soldados rusos allí, y señaló entonces que, según los informes, están defendiendo alrededor de Drobysheve y en Limán. El 1 de octubre, las tropas ucranianas izaron la bandera ucraniana en una señal de entrada a Limán, después de que las tropas rusas afirmaran haberse retirado.